# Демидовичский сельсовет (Могилёвская область)
Демидовичский сельсовет — административная единица на территории Костюковичского района Могилёвской области Белоруссии.
Центр сельского Совета — деревня Демидовичи, расположен на расстоянии 16 км от районного центра города Костюковичи и 17 км от железнодорожной станции Коммунары. По состоянию на 2011 год на территории сельсовета проживало 1567 человек в 725 домашних хозяйствах.

## Образование и культура
На территории сельсовета расположено одно общеобразовательное учреждение:
- ГУО "Тупичинский учебно-педагогический комплекс ясли-сад - средняя школа Костюковичского района"

Имеется три сельских клуба и три сельские библиотеки в деревнях Демидовичи, Прусино, агрогородке Тупичино.

## Медицинское обслуживание
Медицинское обслуживание осуществляется фельдшерско-акушерским пунктом в деревне Демидовичи и сельской врачебной амбулаторией в агрогородке Тупичино.

## Торговля и сфера услуг
На территории сельсовета расположено 5 магазинов: по одному в населённых пунктах Демидовичи, Витунь, Прусино и два магазина в агрогородке Тупичино.
Имеется филиал Костюковичского АСБ «Беларусбанк» в агрогородке Тупичино
На территории сельского Совета расположены 3 отделения почтовой связи и три АТС в населённых пунктах Демидовичи, Тупичино, Прусино.
На территории сельского Совета расположены 2 сельские автоматические телефонные станции Костюковичского РУЭС в д. Демидовичи и агрогородке Тупичино.
В деревне Демидовичи и агрогородке Тупичино дома для переселенцев с территорий пострадавших от аварии на ЧАЭС обеспечены ёмкостным газом. Остальные населённые пункты обеспечиваются баллонным газом.
Водопроводы имеются в агрогородке Тупичино, деревнях Прусино, Демидовичи. Остальные населённые пункты обеспечиваются водой с помощью шахтных колодцев для питьевой воды.

## Состав
Демидовичский сельсовет включает 17 населённых пунктов:
- Витунь — деревня.
- Вишеньки — деревня.
- Городок — деревня.
- Демидовичи — деревня.
- Ивановка — деревня.
- Красная Звезда — деревня.
- Красный — деревня.
- Крутой Ров — деревня.
- Осиновка — посёлок.
- Первое Мая — деревня.
- Поповка — посёлок.
- Пролетарий — посёлок.
- Прусино — деревня.
- Прусинская Буда — деревня.
- Ракитник — посёлок.
- Ручей — деревня.
- Тупичино — агрогородок.